# Camoradi Racing

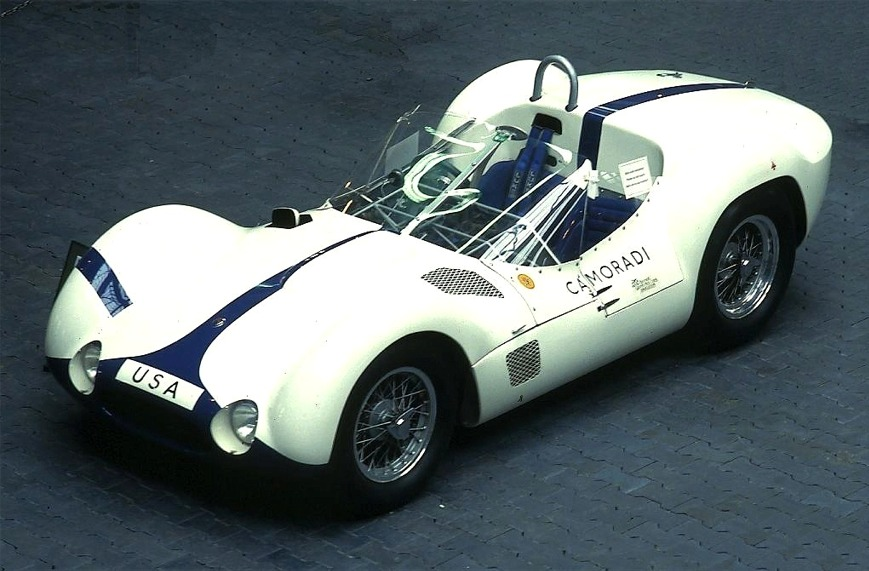
Der Maserati „Birdcage“ von Camoradi Racing 1960

Camoradi Racing, eine Abkürzung für Casner Motor Racing Division, war ein US-amerikanisches Rennteam.

## Das Rennteam
Bekannt wurde das Unternehmen, das 1959 von Lloyd Casner gegründet wurde, durch den Einsatz der Maserati Birdcage bei Sportwagenrennen in den Vereinigten Staaten und in Europa. 1960 kam das Team mit den italienischen Fahrzeugen nach Le Mans, um damit das 24-Stunden-Rennen zu bestreiten. Keines der drei eingesetzten Fahrzeuge erreichte jedoch das Ziel. Der von Chuck Daigh und Masten Gregory gefahrene Wagen scheiterte ebenso mit einem Schaden an der Elektrik wie das Fahrzeug mit der Startnummer 24, gefahren von Giorgio Scarlatti und Gino Munaron. Casner selbst scheiterte mit Teamkollegen Jim Jeffords schon früh durch einen Getriebeschaden. Eine ebenfalls von Camoradi eingesetzte Chevrolet Corvette (einer der Fahrer war Fred Gamble) kam zwar ins Ziel, wurde aber nicht klassiert, weil der Rückstand auf den Sieger zu groß war. Es blieb der einzige Auftritt des Teams in Le Mans.
Der filigrane Maserati konnte aber auch zu Siegen pilotiert werden. 1960 gewann Camoradi mit Dan Gurney und Stirling Moss das 1000-km-Rennen auf dem Nürburgring, obwohl der Maserati schon bei Halbzeit unter einer gebrochenen Benzinleitung litt. Diesen Erfolg konnte 1961 wiederholt werden, diesmal mit Masten Gregory und Casner am Steuer. Zu dieser Zeit bereitete der neuseeländische Mechaniker Bob Wallace die Camoradi-Autos vor.
Wenig erfolgreich engagierte sich das Team in der Formel 1. Der Tec-Mec-Maserati, mit dem Fritz d’Orey 1959 den Großen Preis der USA bestritt, war eine Fehlkonstruktion und fiel früh aus. Auch Masten Gregory scheiterte bei zwei Versuchen 1960 und 1961.
1963 löste sich das Team auf und Lloyd Casner starb im April 1965 bei Testfahrten in Le Mans.

## Ergebnisse im Motorsport

### Siege in der Sportwagen-Weltmeisterschaft
| Jahr | Rennen                             | Fahrzeug         | Fahrer 1      | Fahrer 2       |
| ---- | ---------------------------------- | ---------------- | ------------- | -------------- |
| 1960 | 1000-km-Rennen auf dem Nürburgring | Maserati Tipo 61 | Stirling Moss | Dan Gurney     |
| 1961 | 1000-km-Rennen auf dem Nürburgring | Maserati Tipo 61 | Lloyd Casner  | Masten Gregory |